# کلید اصلاحگر
کلید اصلاحگر (به انگلیسی: Modifier key) کلیدهایی هستند که با استفاده از آن‌ها وظیفه دیگر کلیدها اصلاح می‌شود. کلیدهای کنترل، آلت و شیفت جزو کلیدهای اصلاحگر هستند که با استفاده از آن‌ها و دیگر کلیدها می‌توان میان‌بر صفحه‌کلید را اجرا کرد.